# Conus proximus
Espèce
Conus proximus est une espèce de mollusques gastéropodes marins de la famille des Conidae.
Comme toutes les espèces du genre Conus, ces escargots sont prédateurs et venimeux. Ils sont capables de « piquer » les humains et doivent donc être manipulés avec précaution, voire pas du tout.

## Description
La taille de la coquille varie entre 22 mm et 45 mm. La coquille est coronée. Sa couleur est blanc jaunâtre, marbrée et striée de marron, avec de minuscules lignes tournantes de granules souvent un peu articulées rouge-brun et blanc.

## Distribution
Cette espèce marine est présente dans la région Indo-Pacifique : les Philippines, la Nouvelle-Guinée, la Nouvelle-Calédonie, le Vanuatu, les Îles Salomon et les Fidji.

### Niveau de risque d’extinction de l’espèce
Selon l'analyse de l'UICN réalisée en 2011 pour la définition du niveau de risque d'extinction, cette espèce se trouve dans le Pacifique occidental, notamment à Fidji, en Indonésie, aux Philippines, au Vanuatu, en Papouasie-Nouvelle-Guinée, dans les îles Salomon et en Nouvelle-Calédonie. Elle est commune dans les eaux profondes dans certaines parties de son aire de répartition. Il n'y a pas de menaces majeures connues pour cette espèce. Elle est classée comme étant de préoccupation mineure.

## Taxonomie

### Publication originale
L'espèce Conus proximus a été décrite pour la première fois en 1860 par le naturaliste, illustrateur et conchyliologiste britannique George Brettingham Sowerby II dans « Proceedings of the Zoological Society of London »,.

### Synonymes
- Conus (Phasmoconus) proximus G. B. Sowerby II, 1860 · appellation alternative
- Conus pulcher A. Adams, 1854 · non accepté
- Phasmoconus proximus (G. B. Sowerby II, 1860) · non accepté
- Textilia proxima (G. B. Sowerby II, 1860) · non accepté

### Sous-espèces
- Conus proximus cebuensis Wils, 1990 accepté en tant que Conus cebuensis Wils, 1990